# Hlevni Vrh
Hlevni Vrh is een plaats in Slovenië en maakt deel uit van de gemeente Logatec in de NUTS-3-regio Osrednjeslovenska. De plaats telde 90 inwoners op 1 januari 2020.